# Walter von Lomersheim

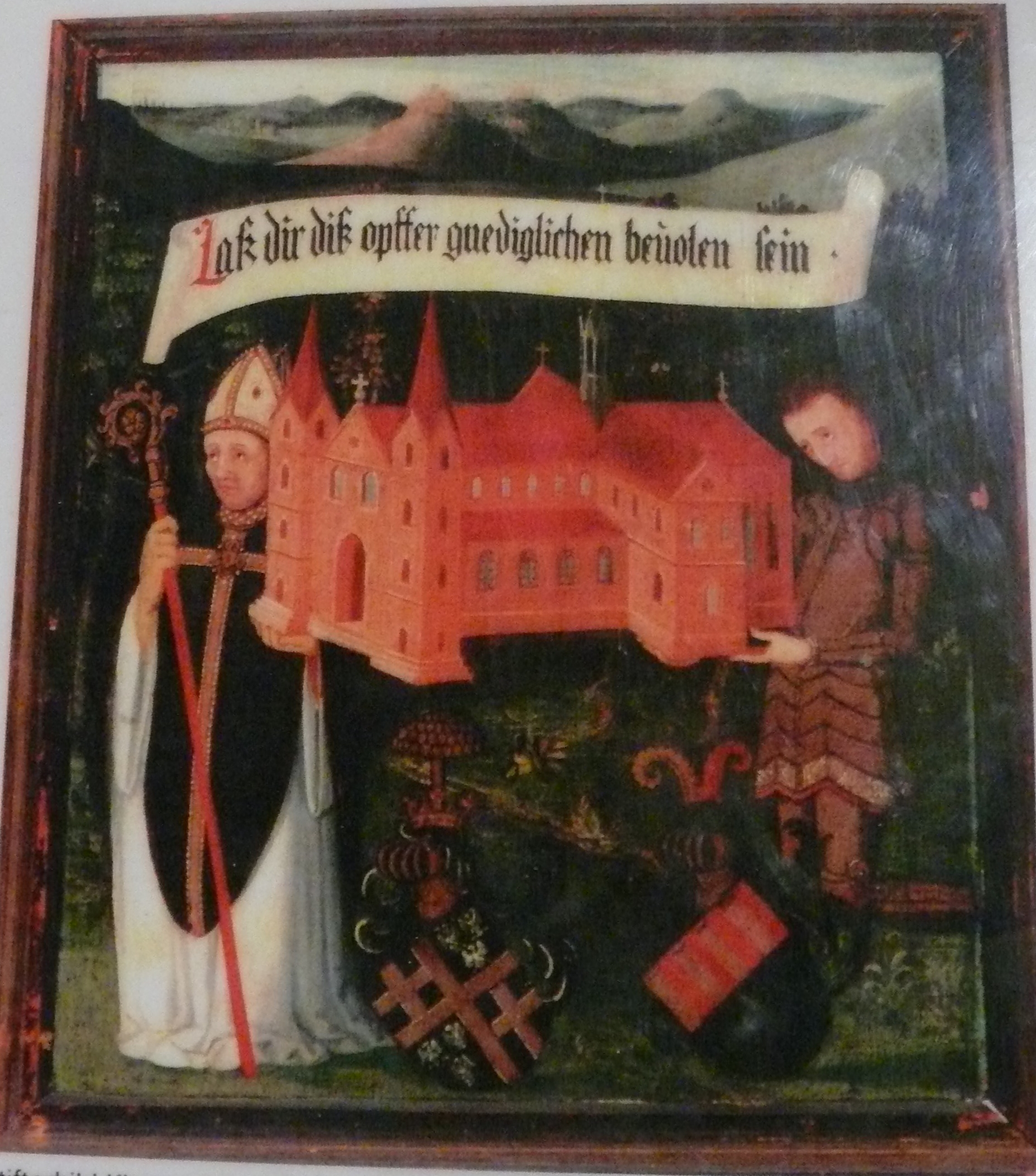
Stiftertafel, rechter Innenflügel. Bischof Günther von Speyer und Walter von Lomersheim bringen der Mutter Gottes ihre Stiftung dar.

Walter von Lomersheim gehörte dem edelfreien Geschlecht der Herren von Lomersheim an und gilt als Stifter von Kloster Maulbronn.
Um 1138 stiftete Walter von Lomersheim in Eckenweiher (wie Lomersheim heute ein Teil von Mühlacker im Enzkreis) den Vorläufer von Kloster Maulbronn, für das er sein väterliches Erbgut vor Ort bereitstellte und in das er danach als Laienbruder eintrat. Weil sich das Grundstück für eine größere Klosteranlage nicht eignete, verfügte der Speyerer Bischof Günther von Henneberg, dass das Kloster Hirsau der jungen Mönchsgemeinschaft das Gewann „Mulenbrunnen“ im Stromberg zur Verfügung stellte, das genügend Wasser und steinbruchfähige Hänge aufwies. Hier wurde mit Unterstützung der Edelfreien Werner von Roßwag und Bertha von Grüningen das Kloster Maulbronn errichtet. Walter von Lomersheim wird auf einer Wandmalerei im Kloster zusammen mit dem Bischof als Stifter mit einem Modell der Klosterkirche dargestellt.
Bekannt sind auch zwei Geschwister Walters: Konrad von Lomersheim und Ita von Lomersheim.